# شرقی (فیلم)
شرقی (به انگلیسی: The Eastern) فیلم مستندی از مسعود طاهری است که به زندگی، آثار و اندیشه‌های توشی‌هیکو ایزوتسو می‌پردازد. این فیلم تنها مستندی است که تا کنون در باب ایزوتسو ساخته شده‌است.

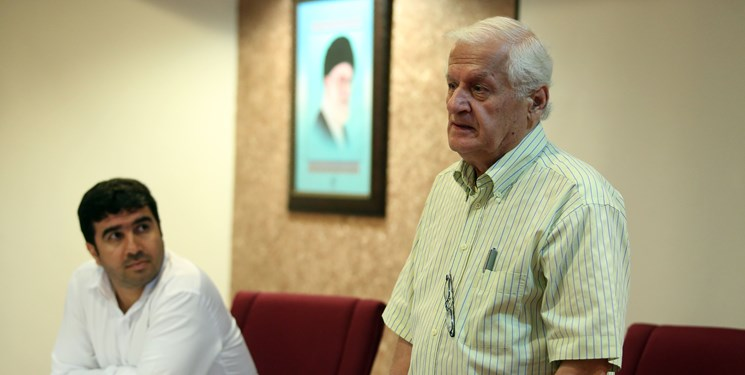
اکبر عالمی (ایستاده) و مسعود طاهری در جلسهٔ نقد و بررسی فیلم شرقی، مرداد ۱۳۹۷

## تولید
ساخت این فیلم چهار سال به طول انجامید. فیلم در دوازده کشور جهان از جمله ایران، ژاپن، فرانسه، سوئیس، ایتالیا، ترکیه، کانادا، آمریکا، سوریه، اسپانیا و روسیه فیلم‌برداری شده و مصاحبه‌شوندگان به یازده زبان صحبت می‌کنند. برای تولید این فیلم با حدود ۱۲۰ نفر مصاحبه انجام شده که نهایتاً بعد از ارزیابی، سخنانِ بیش از شصت نفر در فیلم آمده‌است.

## اکران و نقد
جلسهٔ نقد و بررسی این مستند با حضور حسن بلخاری و اکبر عالمی در مرداد ۱۳۹۷ در سازمان اسناد و کتابخانه ملی برگزار شد.
یاسر میردامادی هم طی مقاله‌ای در سایت بی‌بی‌سی فارسی به این فیلم پرداخته‌است.
نهال تجدد هم مقاله‌ای دربارهٔ این مستند در روزنامهٔ شرق نوشت و فیلم را فاش‌کنندهٔ «معماهای بسیاری» برای خودش دانست.
این فیلم به غیر از مراسم رونمایی در توکیو در تاریخ ۲۴ ژوئیه ۲۰۱۸ و ۱۷ مرداد ۱۳۹۷ در تهران تاکنون در دانشگاه‌های استنفورد، MIT، آکسفورد، ادینبرا، ریوکوکو، میجی، شهید بهشتی، ادیان و مذاهب قم، مرکز علوم و تحقیقات، مرکز توحید لندن، اکران داشته و در کنفرانس بزرگ دانشگاه مک‌گیل در سال ۲۰۲۱ برای محققان سراسر جهان در زمینه ایزوتسوپژوهی و مطالعاتی که ایزوتسو پی می‌گرفته به نمایش درآمد.